# فیلوترانو
فیلوترانو (به ایتالیایی: Filottrano) یک کومونه در ایتالیا است که در استان آنکونا واقع شده‌است.

## خصوصیات
فیلوترانو ۷۰٫۲ کیلومترمربع مساحت و ۹٬۴۴۹ نفر جمعیت دارد.